# Roberto Di Matteo
Roberto Di Matteo, född 29 maj 1970 i Schaffhausen, Schweiz, är en italiensk fotbollstränare och före detta professionell fotbollsspelare (mittfältare) som spelat i klubbar som Zürich, Lazio och Chelsea. Han spelade 34 A-landskamper för det italienska landslaget och var med Italiens trupp till EM 1996 och VM 1998. 
I juni 2011 blev Di Matteo assisterande tränare för Chelsea, för att sedan ta över som huvudtränare i mars 2012 efter att André Villas-Boas fått sparken. Han ledde därefter klubben till dess första Champions League-titel i maj samma år efter vinst över Bayern München i finalen. 
I november 2012 fick dock Matteo själv lämna Chelsea efter en rad dåliga resultat under höstens gruppspel i Champions League. Han har därefter tränat klubbar som Schalke 04 och Aston Villa.

## Karriär
Di Matteo föddes i Schweiz och inledde karriären i Schaffhausen innan han kom till Zürich 1991. Tillsammans med Aarau vann han den schweiziska ligan 1993 och blev vald till Årets spelare i Schweiz. 1993 skrev han på för Lazio och gjorde 1994 debut i Italiens landslag. Han lämnade Lazio för Chelsea 1996 efter en konflikt med tränaren Zdeněk Zeman. 
I Chelsea firade han sina största framgångar: han var med och vann FA-cupen 1997 och 2000 och lagets tre titlar 1998: Cupvinnarcupen, Supercupen och Engelska ligacupen. Den framgångsrika debutsäsongen kröntes av segern i FA-cupen där Di Matteo gjorde Chelseas ledningsmål 42 sekunder in i matchen med ett långskott. Italienaren var en del av ett framgångsrikt mittfält tillsammans med Gustavo Poyet, Dennis Wise och Dan Petrescu.
Di Matteo blev efter den aktiva karriären manager för Milton Keynes Dons och senare West Bromwich Albion. Efter att ha blivit assisterande tränare för Chelsea tog han i mars 2012 över som huvudtränare då André Villas-Boas fått sparken. Den 19 maj samma år vann han Champions League med Chelsea, klubbens första Champions League-titel genom tiderna.
I november 2012 fick di Matteo lämna Chelsea efter en förlust med 0-3 mot Juventus i Champions League-gruppspelet.
I oktober 2014 blev Di Matteo tränare i tyska Schalke 04. I maj 2015 avgick han som tränare. Nu tror man att Di Matteo är på väg till Aston Villa.